# Хоккей на траве на Шри-Ланке
Хоккей на траве на Шри-Ланке относится к популярным видам спорта.
Он стал развиваться в начале XX века. В 1907 году в городе Канди хоккей на траве появился благодаря квартировавшимся в местных казармах индийским раджпутским полкам. Благодаря их примеру играть стали воспитанники местного колледжа святого Антония. К 1909 году свои хоккейные команды были и в Коломбо.
Федерация хоккея на траве Шри-Ланки базируется в Шри-Джаяварденепуре-Котте и входит в Азиатскую и Международную федерации. В Шри-Ланке проводились тренерские курсы Международной федерации хоккея на траве.
Хоккей на траве в стране развивается как на уровне клубов, так и в колледжах. Разыгрываются чемпионаты Шри-Ланки среди мужчин и женщин, юниоров и юниорок, мальчиков и девочек.
Сборные Шри-Ланки существуют как минимум с середины XX века. Мужская сборная четырежды участвовала в чемпионатах Азии (1982, 1985, 1989, 2007), показав лучший результат (7-е место) в 1982 году. Семь раз она выступала на хоккейных турнирах летних Азиатских игр (1962, 1966, 1970, 1974, 1978, 2014, 2018), высшим достижением стало 5-е место в 1966 и 1974 годах. Мужская сборная трижды выходила во второй раунд Мировой лиги: в сезонах 2012/2013 и 2016/2017 она выиграла первый раунд, в сезоне-2014/2015 заняла 2-е место. Кроме того, в 2016 году она стала серебряным призёром Кубка Азиатской федерации хоккея на траве. Шри-ланкийские хоккеисты дважды участвовали в летних Азиатских играх: в 2014 году они заняли 10-е место, в 2018 году — 8-е.
Результаты женской сборной Шри-Ланки скромнее. В 2004 и 2009 годах она участвовала в чемпионатах Азии, заняв соответственно 9-е и 11-е места. В 2016 году она стала серебряным призёром хоккейного турнира Южноазиатских игр и участвовала в первом раунде Мировой лиги, который не смогла преодолеть.
Развитие хоккея на траве в стране ограничивает недостаток инфраструктуры. Так, в стране к середине 2010-х годов насчитывалось только два хоккейных поля с искусственным покрытием: в академии Матале, которая использует нидерландские методики подготовки, а также в Коломбо.